# Microcina
Microcina is een geslacht van hooiwagens uit de familie Phalangodidae.
De wetenschappelijke naam Microcina is voor het eerst geldig gepubliceerd door Briggs & Ubick in 1989. 

## Soorten
Microcina omvat de volgende 6 soorten:
- Microcina edgewoodensis
- Microcina homi
- Microcina jungi
- Microcina leei
- Microcina lumi
- Microcina tiburona